# Чол
Чол (на китайски: 绰尔河) е река в Североизточен Китай, в автономен регион Вътрешна Монголия, десен приток на Нендзян (ляв приток на Сунгари, десен приток на Амур) с дължина 610 km и площ на водосборния басейн около 24 000 km². Река Чол води началото си на 1164 m н.в. от средните части на планината Голям Хинган). В горното течение тече на юг, в средното – на югоизток, а в долното – на изток, като образува голяма, изпъкнала на югозапад дъга. В горното и средното течение протича през нископланински и хълмисти местности, а в долното – през западната част на обширната равнина Сунляо. Влива се отдясно в река Нендзян чрез два ръкава на 135 m н.в., на около 50 km югозападно от град Цицихар. Има ясно изразено пролетно-лятно пълноводие и зимно маловодие, когато замръзва за 5 – 6 месеца. Средният годишен отток в долното течение е около 70 m³/s. В горното и средното течение водите ѝ се използват за транспортиране на суров дървен материал, а в долното по време на пълноводието е плавателна за плитко газещи речни съдове. Долината ѝ е слабо населена, като най-голямото селище по течението ѝ е град Индер.